# Référendum constitutionnel micronésien de 2017
Un référendum constitutionnel sur l'abandon de l'interdiction de la double nationalité a lieu le 7 mars 2017 aux États fédérés de Micronésie. Le quorum n'étant pas atteint, la modification de la constitution est rejetée.

## Contexte
La section 3 de l'article III de la Constitution des États fédérés de Micronésie indique :

« Tout citoyen des États fédérés de Micronésie reconnu comme citoyen d'un autre pays doit, dans les trois ans suivant son dix-huitième anniversaire, ou dans les trois ans suivant sa naturalisation, déclarer son intention de demeurer un citoyen des États fédérés de Micronésie et renoncer à sa citoyenneté envers tout autre pays. En cas de non-déclaration, il ou elle perd sa citoyenneté des États fédérés de Micronésie. »

Le référendum, qui fait suite à un vote du Congrès de Micronésie du 18 mars 2016, promulgué par le président Peter Christian, selon les modalités prévues dans la section 1 de l'article XIV de la Constitution, porte sur la suppression de cette disposition,. 
Le référendum a lieu le 7 mars 2017 en même temps que les élections législatives,. Des consultations de même nature ont déjà échoué en 2005, 2007 et 2011.

## Campagne
Lors d'une audience publique, le 10 février 2016, un représentant du département de la justice affirme que l’abrogation de l'article 3 devrait permettre de résoudre des problèmes d'immigration auxquels sont confrontés les citoyens et nationaux des États fédérés de Micronésie. Une réunion d'information est organisée par le Gouvernement au College of Micronesia-FSM le 3 février 2017.
Dans une tribune datée du 8 février 2017, l'ancien président John Haglelgam appelle ses compatriotes à voter « non » lors du référendum. Il explique que voter « oui » serait laisser le champ libre à l'élaboration par le Congrès d'une loi sur la double citoyenneté au sujet de laquelle la population ne pourrait pas débattre à cause, d'après lui, de l’opacité de l'assemblée législative. Il estime que tout changement apporté à la citoyenneté devrait être l'objet d'un référendum car, aux États fédérés de Micronésie, la citoyenneté est directement liée à la propriété des terres. Il ajoute qu'il existe un malentendu sur la double nationalité : un citoyen micronésien ayant émigré vers les États-Unis n'est pas admissible à la naturalisation en vertu de l'accord de libre association existant entre les deux États. S'il souhaite être naturalisé américain, il doit retourner dans son pays et demander un visa d'immigration pour ensuite enclencher la procédure. Si elle aboutit, il perd sa nationalité micronésienne. Seuls les enfants de moins de 18 ans nés aux États-Unis ou ayant un parent américain possèdent la double nationalité jusqu'à leurs 18 ans. Ils ont ensuite trois ans pour faire un choix. John Haglelgam juge que leur accorder une double nationalité perpétuelle conduirait à la possibilité d'accaparements des terres à des étrangers, constituerait un obstacle au développement du sentiment patriotique qu'il décrit comme balbutiant et nuirait donc à la souveraineté nationale. Il accuse également les membres du Congrès de ne pas véritablement s'intéresser au développement de leur pays et d'accaparer une part importante des finances en salaires et frais de représentations et appelle à ne pas les réélire lors des élections législatives.

## Conditions
Le résultat du référendum est légalement contraignant. Il doit néanmoins pour être considéré valide dépasser le quorum de 75 % des votants dans au moins trois des quatre États de la fédération,.

## Résultats
| Pour                      | Pour   | 14 344 | 85  | 2 694 | 70,21 | 12 735 | 61  | 1 563 | 52  | 31 336 | 71  |  |  |  |
| Contre                    | Contre |        | 15  |       | 29,79 |        | 39  |       | 48  |        | 29  |  |  |  |
|                           |        |        |     |       |       |        |     |       |     |        |     |  |  |  |
| Votes blancs et invalides |        |        |     |       |       |        |     |       |     |        |     |  |  |  |
| Total                     | Total  |        | 100 |       | 100   |        | 100 |       | 100 | 39 067 | 100 |  |  |  |
| Inscrits / participation  |        |        |     |       |       |        |     |       |     |        |     |  |  |  |

## Analyse
Les résultats ont tardé à être proclamés suite à un retard de l'État de Chuuk dans la transmission des votes. Le oui échoue à atteindre le quorum de 75 % dans trois des quatre États de la fédération, entraînant le quatrième rejet par référendum de la proposition d'autorisation de la double nationalité aux États fédérés de Micronésie,.